# Epistolari

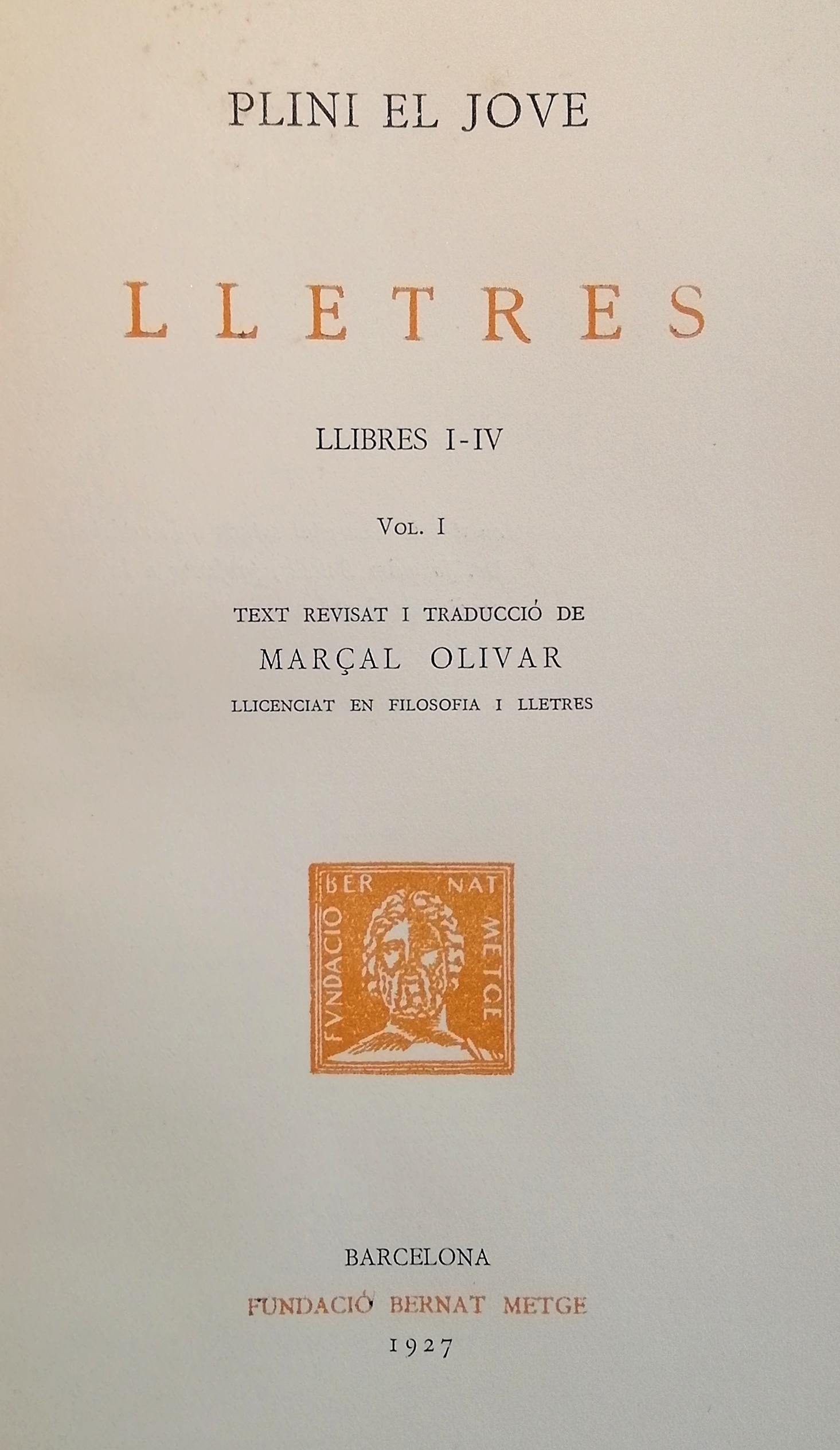
Portada d’una traducció al català de l'epistolari de Plini el Jove, publicat a Barcelona per la Col·lecció Fundació Bernat Metge l'any 1927

Un epistolari és un llibre o quadern on es recullen col·leccions de cartes o epístoles que es poden trobar disperses; seva redacció es remet a un o diversos autors, i els destinataris poden ser un o més d'un. Aquest pot referir-se, a més a més, a un «diari d'escriptura», així com també a una novel·la que inclou una sèrie de missives elaborades i intercanviades entre els seus personatges, o bé, l'autoria de les quals correspon a un de sol.
Poden ser de diferents tipus, segons agrupin les cartes per autors, corresponsals, temes o dates. Els epistolaris més complets han de recollir també les epístoles que escriuen els corresponsals, personatges que són habitualment exclosos a causa de no ser tan famosos com l'autor a qui estan consagrades aquestes col·leccions, encara que també perquè és molt difícil que es conservi aquest tipus de literatura efímera.
Exemples d'epistolaris publicats són les Cartes de Dylan Thomas o l' Epistolari de Juan Ramón Jiménez.

## Epistolaris notables
Alguns epistolaris escrits per persones famoses han estat publicats i poden llegir-se amb certa facilitat. Una petita mostra, aleatòria i no exhaustiva, a continuació.
- Ciceró.
  - Epistulae Selectae.[6]
  - Epistoles o cartes de Marc Tul·li Ciceró, vulgarment anomenades familiars[7]

- Marc Anneu Sèneca. Epistulae morales ad Lucilium.
  - [8]

- Plini el Jove.[9]

- Erasme de Rotterdam.[10]

- Mossèn Diego de Valera. Epistolas de Mosen Diego de Valera enbiadas en diversos tiempos e a diversas personas.[11]
- Epistolari del segle xv. Recull de lletres privades de la Catalunya medieval.

- Martí Luter.
  - Cartes a dones.[12]

- Estefania de Requesens i Roís de Liori.[13]

- Galileo Galilei.[14]

- Marquesa de Sévigné.[15]

- Gregori Maians i Siscar. Colección de cartas escritas por Gregorio Mayans y Siscar a D. Joseph Nebot.[16]

- Benito Jerónimo Feijoo.[17]

- Ugo Foscolo.[18]

- Giacomo Leopardi.[19]